# Mikoszów (przystanek kolejowy)
Mikoszów – nieczynny przystanek osobowy w miejscowości Mikoszów, w województwie dolnośląskim, w powiecie strzelińskim, w gminie Strzelin, w Polsce.
| Mikoszów                                                    |  |                             |
| Linia nr 304 Brzeg – Łagiewniki Dzierżoniowskie (35,000 km) |  |                             |
| Strzelinodległość: 1,348 km                                 |  | Karszów odległość: 2,718 km |